# Bauprobe
Bauprobe est un terme allemand du théâtre ou de l'opéra qui désigne la première visite technique[réf. à confirmer], une « répétition de la construction », notamment pour le décorateur, le créateur de lumière et les techniciens. Elle permet en particulier la simulation des espaces scéniques sur le plateau.